# Llac Corrib
El llac Corrib (en anglès: Lough Corrib; en irlandès: Loch Coirib) és un llac que es troba a l'occident d'Irlanda. El riu Corrib (també nomenat riu Galway) connecta el llac amb el mar en desembocar a prop de Galway.
Loch Coirib és una corrupció de Loch nOirbsean, nom que prové del navegant Orbsen Mac Alloid (conegut com a Manannan mac Lir, «el Fill del Mar» el nom del qual porta l'Illa de Man). En gaèlic irlandès, al llac se l'acostuma a nomenar també An Choirib «El Corrib».
Sir William Wilde va escriure un llibre sobre el llac, publicat el 1867.